# Cinese classico
Il Cinese classico (cinese: 古文; pinyin: Gǔwén) è una forma tradizionale della lingua cinese scritta basata sulla grammatica e sul vocabolario degli stati antichi della lingua cinese, rendendola una lingua scritta diversa da qualsiasi lingua cinese scritta contemporanea.
Il termine a volte si riferisce al cinese letterario (文言, Wényán), generalmente considerato la lingua successore del cinese classico.
Il cinese classico o letterario scritto per i coreani è noto come hanmun; per i giapponesi, è kanbun; in Vietnam, è Hán văn (tutti e tre gli scritti 漢文, "lingua scritta degli Han").
La distinzione tra cinese classico e cinese letterario da un lato è sfumata. Il cinese scritto classico è stato utilizzato fino all'inizio del XX secolo in tutta la scrittura formale in Cina, ma anche in Giappone (parzialmente), Corea e Vietnam. Tra i cinesi, il cinese scritto classico è stato ora in gran parte sostituito dal cinese scritto contemporaneo (中文 Zhongwen, che deriva dal 白話, baihua e la cui pronuncia è basata sul dialetto di Pechino), uno stile notevolmente più vicino al cinese mandarino parlato, mentre i parlanti non cinesi hanno praticamente abbandonato il cinese classico per trarre vantaggio dalle lingue vernacolari locali.

## Definizioni
Sebbene le espressioni cinesi classiche e cinesi letterarie siano generalmente considerate equivalenti, dovrebbero comunque essere qualificate in qualche modo. I sinologi tendono a pensarli come due cose diverse, il cinese classico è considerato uno stato più antico della lingua scritta.
Secondo varie definizioni accademiche, il cinese classico (古文, gǔwén, "scrittura antica"; o più letteralmente 古典漢語 gǔdiǎn hànyǔ "scrittura classica dell'Han") si riferisce alla lingua cinese scritta del primo millennio aC: della dinastia Zhou, e in particolare durante il periodo primaverile e autunnale, fino alla fine della dinastia Han. Il cinese classico è quindi la lingua utilizzata in molti dei libri di riferimento cinesi classici, come i Dialoghi, Mencio e Daodejing (la lingua dei testi più antichi, come il verso classico, è talvolta chiamata cinese arcaico ).
Il cinese letterario (文言文, wényánwén, "scrittura letteraria", o più comunemente semplicemente 文言 wényán) è la forma del cinese scritto usato tra la fine della dinastia Han fino all'inizio del XX secolo, quando fu sostituito per iscritto da Cinese scritto in volgare (baihua). Il cinese letterario si discosta più dai dialetti cinesi che dal cinese classico, essendosi evoluto nel corso dei secoli in modo sempre più divergente dalla lingua cinese parlata. Tuttavia, il cinese letterario si basa principalmente sul cinese classico e le persone che scrivono in cinese letterario non hanno esitato a utilizzare elementi del cinese classico nel loro cinese letterario. Queste due forme scritte sono sempre rimaste relativamente vicine, anche se il cinese letterario si è discostato dalla sua fonte nel corso dei secoli.
Questa situazione, l'uso del cinese letterario come lingua comune tra Cina, Giappone, Corea e Vietnam, può essere paragonato a quello dell'uso universale della lingua latina che è persistito (soprattutto nel mondo accademico) nonostante l'aspetto locale delle lingue romanze, o anche l'attuale situazione dell'arabo classico e delle sue varietà locali. Le lingue romanze continuarono ad evolversi influenzando i testi latini ad esse contemporanei, tanto che nel medioevo la lingua latina comprendeva vari nuovi adattamenti che avrebbero posto un problema ai romani. Era lo stesso con la lingua greca. La coesistenza del cinese classico con le lingue locali di Corea, Giappone, Vietnam può essere paragonata all'uso della lingua latina in paesi che non utilizzano una lingua derivata dal latino, come le lingue germaniche, le lingue slave, dove invece dell'arabo in India o in Persia.

## Pronuncia
I sinogrammi non sono una scrittura alfabetica e la loro evoluzione non riflette l'evoluzione della pronuncia. I tentativi di ricostruire il cinese arcaico orale rimangono estremamente difficili. Il cinese classico non viene quindi letto tentando di farlo con la pronuncia prevalente all'epoca, che rimane ipotetica. I lettori generalmente usano la pronuncia che è quella della lingua in cui parlano abitualmente (mandarino, cantonese, ecc.); o ancora, per alcune lingue cinesi come il Minnan, con una serie di pronunce standard previste per il cinese classico, ereditate da usi antichi. In pratica, tutte le lingue cinesi combinano queste due tecniche, mandarino e cantonese ad esempio, utilizzando pronunce antiche o dattiloscritte per alcuni caratteri, ma generalmente pronuncia contemporanea per altri.
I lettori di cinese classico, coreano, giapponese o vietnamita usano pronunce specifiche per la loro lingua. Spesso hanno una pronuncia fonetica cinese per ogni carattere, derivata dal cinese con i vincoli di pronuncia della propria lingua, e una cosiddetta pronuncia semantica, in cui viene mantenuto il significato cinese, ma la pronuncia è specifica per la lingua. Ad esempio, i giapponesi li pronunciano on'yomi (音読み, suono), diviso in kan-on (漢音), derivante dalla pronuncia della dinastia Tang e go-on (呉音), proveniente dalle lingue Wu (situate a Shanghai e province di Jiangsu e Zhejiang, nell'ex Regno di Wu) e kun'yomi (pronuncia con termini tipicamente giapponesi, ma mantenendo il significato cinese). Il termine kanji è ad esempio la pronuncia on'yomi del termine carattere han, pronunciato hanzi in mandarino moderno. In vietnamita, la pronuncia Hán Việt (漢 越) è la pronuncia in cinese, sino-vietnamita, e la pronuncia Nôm è di origine vietnamita.
Viene utilizzato anche il kanbun, un sistema specifico per esprimere il cinese classico e letterario.
Poiché la pronuncia del cinese arcaico o altre forme storiche di cinese orale (come lingua cinese media) sono andate perdute, i testi e i caratteri che li componevano hanno perso le loro rime e poesie (più frequentemente in mandarino che cantonese). La poesia e la scrittura basata sulle rime hanno quindi meno coerenza e musicalità rispetto al momento della loro composizione. Tuttavia, alcune caratteristiche dei dialetti moderni sembrano più vicine al cinese arcaico o medievale, a causa della conservazione del sistema di rime. Alcuni credono che la letteratura wenyana, in particolare la sua poesia, sia meglio conservata se letta in alcuni dialetti, che si dice siano più vicini alla pronuncia del cinese arcaico. Si tratta principalmente di lingue della Cina meridionale, come il cantonese o il Minnan.
Un altro fenomeno importante che si manifesta leggendo il cinese classico è l'omofonia, cioè parole con significati diversi e possibilmente scritte diverse, che vengono pronunciate nello stesso modo. Fino a più di 2.500 anni di cambio di pronuncia separano il cinese classico dalle lingue cinesi parlate oggi. Da allora, molti caratteri che originariamente avevano una pronuncia diversa sono diventati omofoni, in una lingua cinese o in vietnamita, coreano o giapponese. C'è un famoso saggio cinese classico scritto all'inizio del Modello: S- dal linguista Y. R. Chao intitolato il poeta mangiatore di leoni nel covo di pietra che illustra questo fenomeno. Il testo è perfettamente comprensibile quando viene letto, ma include solo caratteri che ora sono tutti pronunciati shi (con i quattro toni del mandarino: shi¹, shi², shi³ e shi⁴), il che lo rende incomprensibile all'udito. Il cinese letterario, per sua natura come lingua scritta che impiega la scrittura logografica, si adatta tanto più facilmente agli omofoni, il che non pone problemi con il tradizionale vettore scritto, ma che dovrebbe rivelarsi fonte di ambiguità. oralmente, anche per chi parla la lingua orale arcaica.
La situazione è simile a quella di alcune parole di altre lingue che sono omofoni, come ad esempio in francese “saint” (latino: sanctus) e “sein” (latino: sinus). Queste due parole hanno la stessa pronuncia, ma origini diverse, il che si riflette nel modo in cui sono scritte; tuttavia, originariamente avevano pronunce diverse, di cui la scrittura è una traccia. L'ortografia francese ha solo poche centinaia di anni e riflette in parte le antiche pronunce. La scrittura cinese, al contrario, è vecchia di parecchi millenni, e logografica, e gli omografi sono quindi significativamente più presenti che negli script linguistici basati sulla pronuncia.

## Grammatica e lessico
Guwen, ancor più di Wenyan, differisce da Baihua per il suo stile che sembra essere estremamente compatto per chi parla cinese moderno e per l'utilizzo di un vocabolario diverso. In termini di brevità e compattezza, ad esempio, Guwen usa raramente parole di due caratteri, sono quasi tutte di una sillaba. Ciò contrasta nettamente con il cinese moderno, dove le parole a due caratteri costituiscono gran parte del lessico. Anche il cinese letterario ha generalmente più pronomi della lingua moderna. Il mandarino in particolare usa un solo pronome per la prima persona ("io", "me"), mentre il cinese letterario ne ha parecchi, molti per usi onorari e altri per usi specifici. : (prima persona collettiva, prima persona possessiva, ecc.).
Questo fenomeno esiste in particolare perché le parole polisillabiche si evolvono in cinese per rimuovere le ambiguità degli omofoni. Questo è simile in inglese al fenomeno della fusione penna / spillo degli Stati Uniti meridionali. Poiché i suoni sono vicini, può esserci confusione, che si traduce nell'aggiunta regolare di un termine per risolvere l'ambiguità, ad esempio "penna per scrivere" e "puntina". Allo stesso modo, il cinese moderno ha visto molte parole polisillabiche che sembrano risolvere ambiguità su parole monosillabiche omofoniche, che oggi appaiono come omofoni, ma non lo erano in passato. Poiché guwen è apparentemente inteso come un'imitazione del cinese arcaico, tende a farla finita con qualsiasi parola plurisillabica presente nel cinese moderno. Per lo stesso motivo, guwen ha una forte tendenza a lasciar cadere soggetti, verbi, oggetti, ecc., Quando questi sono in qualche modo compresi, o possono essere dedotti, tendente alla semplicità e all'ottimizzazione della forma; per esempio, il guwen non ha sviluppato un pronome neutro (il "it" in inglese come soggetto) fino a molto tardi. Una frase di 20 caratteri in Baihua spesso ha solo 4 o 5 caratteri in Guwen.
Ci sono differenze anche per il classico, in particolare per le particelle grammaticali, oltre che per la sintassi.
Oltre alle differenze grammaticali e di vocabolario, Guwen si distingue per differenze letterarie e culturali: c'è il desiderio di mantenere il parallelismo e il ritmo, anche nelle opere in prosa, e un uso significativo di allusioni culturali.
Anche la grammatica e il lessico del cinese classico sono leggermente diversi tra cinese classico e cinese letterario. Ad esempio, l'ascesa di 是 (moderno mandarino shì) come copula ("essere") più che come dimostrazione di prossimità ("questo") è tipica del cinese letterario. Quest'ultimo tendeva anche a utilizzare le combinazioni di due caratteri più del classico.

## Apprendimento e utilizzo
Wenyan era l'unica forma utilizzata per le opere letterarie cinesi fino al movimento del 4 maggio, ed era ampiamente utilizzata anche in Giappone e Corea. Ironia della sorte, il cinese classico è stato utilizzato per scrivere l'Hunminjeongeum, un'opera per promuovere l'alfabeto coreano moderno (hangul), così come per un saggio di Hu Shi in cui si opponeva al cinese classico a favore del baihua. Tra le eccezioni ai testi scritti in wenyan c'erano alcuni racconti in cinese volgare, tra cui Il sogno della camera rossa, considerato popolare all'epoca.
Al giorno d'oggi, il vero wenyan viene talvolta utilizzato nelle cerimonie o in circostanze formali. L'inno nazionale della Repubblica di Cina (Taiwan), ad esempio, è scritto in wenyan. In pratica, esiste un continuum accettato tra baihua e wenyan. Ad esempio, molti termini e frasi educate includono espressioni tipiche weniane, un po' 'come certi usi contemporanei del latino nella lingua francese (come es, ad interim, mutatis mutandis, deus ex maxchina). Le lettere personali e informali includono più baihua, se non in alcuni casi alcune espressioni wenyan, a seconda della materia o del livello di istruzione del destinatario e dello scrittore, ecc. Una lettera scritta interamente in wenyan potrebbe suonare antiquata, persino pretenziosa, ma potrebbe impressionare qualcuno.
La maggior parte delle persone con un'istruzione secondaria è in linea di principio in grado di leggere un po' 'di Wenyan, perché questa capacità (di leggere, ma non di scrivere) rientra nell'istruzione secondaria inferiore e superiore cinese, e materiali soggetti a controlli ed esami. Wenyan è generalmente presentato da un testo classico in questa lingua, accompagnato da un glossario esplicativo di Baihua. I test di solito consistono in una versione di un testo in wenyan in Baihua, a volte con scelte multiple.
Inoltre, molte opere letterarie in Wenyan (come la poesia Tang) sono di grande importanza culturale. Nonostante questo, anche con una buona conoscenza del suo vocabolario e grammatica, Wenyan può essere difficile da capire, anche da madrelingua cinesi che parlano correntemente la scrittura cinese contemporanea, a causa dei molti riferimenti letterari, allusioni e stile conciso.